# Сміливі люди (фільм)
«Сміливі люди» (рос. «Смелые люди») — радянський художній фільм про Другу світову війну, знятий в 1950 році режисером Костянтином Юдіним. Лідер радянського кінопрокату 1950 року — 41,2 мільйона глядачів.
Фільм було знято у  П'ятигорську та Кисловодську.

## Сюжет
СРСР, довоєнні роки. Молодий працівник кінного заводу Василь Говорухін виховав відмінного коня по кличці Буян. Але у видатних якостях коня сильно сумнівається Вадим Миколайович Білецький, жорстокий тренер.
Коли почалася Друга світова війна, відкрилась справжня сутність Білецького: виявилося, що він є німецьким шпигуном, а також диверсантом. Більш  того, він заздалегідь готувався передати радянських елітних коней фашистам.
Робітники кінного заводу, який опинився на захопленій німецько-фашистськими військами території, готують і організовують радянський партизанський загін.  Командиром загону було обрано парторга Кожина. Загін призначався для бойових, розвідувальних та інших дій в тилу ворога.
Василь Говорухін разом зі своїм вірним конем Буяном показують свою хоробрість і винахідливість. Разом вони викривають ворожого шпигуна і рятують своїх кращих коней від вивезення в Німеччину.
Зробити це було дуже важко, адже фашисти взяли в заручники радянських жінок, дітей і старих і посадили їх у вагон, причеплений до складу разом з кіньми…

## В ролях
- Сергій Гурзо — Василь Терентійович Говорухін, працівник кінного заводу
- Олексій Грибов — Костянтин Сергійович Воронов, дідусь Наді, старший тренер кінного заводу
- Тамара Чернова — Надія Петрівна Воронова
- Олег Солюс — тренер кінного заводу Вадим Миколайович Білецький, він же німецький розвідник Отто Фукс
- Микола Мордвинов — Кожин, партійний працівник, командир партизанського загону
- Володимир Дорофєєв — Капітон Капітонович, ветеринар
- Капан Бадиров — Хакім, партизан
- Сергій Бобров — Прохор Ілліч, директор кінного заводу
- Олег Потоцький — Коля Дев'яткін
- Георгій Гумілевський — дядько Степан, табунщик
- Віктор Проклов — табунщик
- Семен Свашенко — табунщик
- Ростислав Плятт — фон Швальбе, німецький офіцер
- Григорій Шпігель — Шульце, денщик німецького офіцера
- Олександр Гречаний — табунщик (в титрах не вказаний)
- Іван Кузнєцов — Шувалов, табунщик (в титрах не вказаний)
- Костянтин Старостін — Старостін, табунщик (в титрах не вказаний)
- Єлизавета Кузюрина — молочниця (в титрах не вказана)
- Еммануїл Геллер — завідувач тиром / старий на прийомі у Кожина
- Ніна Гребешкова — школярка на випускному балу, подруга Наді (в титрах не вказана)
- О. Смирнов — керівник евакуації (в титрах не вказаний)
- Микола Бриллинг — керівник десантної групи (в титрах не вказаний)
- А. І. Карасьов — німецький парашутист, колишній кавалерист (в титрах не вказаний)
- Віктор Кулаков — п'яний німецький офіцер (в титрах не вказаний)
- Інна Федорова — квіткарка (в титрах не вказана)
- Георгій Мілляр — німець з губною гармошкою (в титрах не вказаний)
- Павло Винник — Серьожа, партизан-підривник (в титрах не вказаний)
- Федір Селезньов — машиніст (в титрах не вказаний)
- Л. Матвєєнко — полонена дівчина (в титрах не вказана)
- Олександра Харитонова — полонена дівчина в товарному вагоні (в титрах не вказана)
- Людмила Крашеніннікова — полонена дівчина (в титрах не вказана)
- Леонід Кміт — суддя на скачках (в титрах не вказаний)
- Євген Моргунов — епізод (в титрах не вказаний)
- Тетяна Нікуліна
- Ростислав Івицький — Філіпович (в титрах не вказаний)
- Серафима Холіна — епізод (немає в титрах)

## Знімальна група
- Автори сценарію:
  - Михайло Вольпін
  - Микола Ердман
- Режисер: Костянтин Юдін
- Оператор: Ігор Гелейн
- Художники:
  - Михайло Богданов
  - Геннадій М'ясников
  - Євген Свидетелев
- Композитор: Антоніо Спадавеккіа
- Монтажер: Лев Фелонов

## Технічні дані
- Виробництво: «Мосфільм»
- Художній фільм, односерийный, телевізійний, кольоровий (Magicolor), звуковий (моно)
- Прем'єра в СРСР: 7 вересня 1950 року.
- Лідер прокату 1950 року — 41,2 мільйона глядачів.

## Цікаві факти
- Для кінопрокату були зроблені, поряд з кольоровими і чорно-білі копії фільму. Тому багато глядачів в СРСР пам'ятають цю картину чорно-білою[1].
- У постановці кінних трюків брали участь артисти цирку Кантемирови.
- За створення фільму автори сценарію Михайло Вольпін та Микола Ердман, режисер Костянтин Юдін, оператор Ігор Гелейн, актори Сергій Гурзо і Олексій Грибов у 1951 році були удостоєні Сталінської премії другого ступеня в галузі літератури і мистецтва.
- У сцені, в якій показано захоплене німцями радянське місто, демонструються оригінальні німецькі танки PZ Pz II і III.